# Lost Highway (película)
Lost Highway (en Argentina, España, Panamá y Uruguay Carretera perdida; en México, Por el lado oscuro del camino) es una película estadounidense de 1997. Dirigida por David Lynch está protagonizada por Bill Pullman, Patricia Arquette, Balthazar Getty y Robert Blake. Se trata de un thriller psicológico con elementos de cine negro, cine policíaco y surrealismo cuya trama se centra en un músico que comienza a recibir misteriosas cintas VHS con grabaciones de él y su esposa en su casa. Tras ser acusado de asesinato, desaparece de forma inexplicable y es reemplazado por un joven mecánico con una vida diferente.
Considerada una película de culto la cinta obtuvo 4 galardones y 6 nominaciones en diferentes festivales cinematográficos.

## Argumento
Una mañana, Fred Madison (Pullman), un músico de jazz residente en Los Ángeles, California, recibe por el intercomunicador de su casa el inquietante mensaje: «Dick Laurent está muerto». Cuando se asoma a la ventana para ver quién había dicho aquello, ve las calles vacías y escucha sirenas de la Policía alejándose.
Esa noche, Fred, que toca el saxofón en un club nocturno, se va a trabajar mientras su esposa, Renee (Arquette), se queda en casa, pues se siente indispuesta. A la mañana siguiente la pareja encuentra en la entrada de su hogar un paquete con un videocasete en su interior. La grabación solo muestra tomas de la fachada de la casa desde la calle.
En una ocasión, tras mantener relaciones sexuales, Fred ve en la cara de Renee la de un extraño hombre de rostro pálido, casi blanco, como pintado a la usanza de los actores de kabuki. Al poco tiempo la pareja recibe un segundo videocasete, esta vez con tomas del interior de la casa e incluso de ellos mismos durmiendo en la cama. Fred y Renee llaman de inmediato a la Policía. Los detectives Al y Ed (John Roselius y Louis Eppolito) se personan e inspeccionan la vivienda. No hallan nada fuera de lo normal.
Esa misma noche la pareja asiste a una fiesta en casa de Andy (Michael Massee), un amigo de Renee. Allí Fred se topa con un hombre misterioso (Robert Blake) todo vestido de negro y con el rostro pálido, justo el que había visto en el de su esposa Renne unas noches atrás. El hombre misterioso le dice a Fred que en ese preciso momento se encuentra en casa de este y le pide que llame por teléfono para corroborarlo. En efecto, al otro lado de la línea contesta la voz del hombre misterioso, quien a la vez está en pie enfrente de Fred. Este retrocede unos pasos en señal de susto y desconcierto. Momentos más tarde le pregunta a Andy quién es aquel hombre. Andy le responde que es un amigo de Dick Laurent.
A la mañana siguiente, Fred encuentra en la entrada de su casa otra cinta, pero esta vez él la ve solo. Para su horror, se ve a sí mismo asesinando a Renee. El saxofonista es arrestado por asesinato, interrogado por Al y Ed, enjuiciado, hallado culpable y sentenciado a muerte. Ya en la cárcel, con el paso de los días, Fred padece de fuertes dolores de cabeza y tiene extrañas visiones del hombre misterioso, de una cabaña en llamas en el desierto y de sí mismo conduciendo de noche por una carretera.
Una mañana, durante un chequeo de rutina, un guardia penitenciario se desconcierta al descubrir que el ocupante de la celda de Fred no es este, sino un tal Pete Dayton (Getty), un joven mecánico de automóviles desaparecido desde hace algún tiempo. Como Pete no ha cometido ningún crimen, es liberado y entregado a sus padres, Bill (Gary Busey) y Candace (Lucy Butler), una pareja de expandilleros motorizados. Pero al mismo tiempo es vigilado y seguido por dos detectives, Hank y Lou (Carl Sundstrom y John Soiari), quienes investigan cómo Dayton fue a parar a la celda de Madison.
El joven sale esa noche con sus amigos y su novia, Sheila (Natasha Gregson Wagner). Al día siguiente regresa al taller mecánico en el que había trabajado hasta antes de desaparecer, donde el dueño, Arnie (Richard Pryor), y un compañero de trabajo, Phil (Jack Nance), le dan la bienvenida. También recibe la visita de un viejo cliente, Mr. Eddy (Robert Loggia), gángster de trato agradable (aunque de temperamento volátil), que le pide al joven que repare su Mercedes 6.9. Mr. Eddy lleva a Pete a dar un paseo en el automóvil. El muchacho es testigo de cómo un automovilista se acerca demasiado a Mr. Eddy antes de rebasarlo y de cómo este persigue el auto, choca con el por detrás, lo empuja fuera de la carretera y le da una paliza al conductor por su forma imprudente de conducir. Más tarde, por la noche, Pete sale con Sheila. Los jóvenes se pelean al principio, pero finalmente se reconcilian y hacen el amor.
El día siguiente Mr. Eddy regresa al taller en busca de Pete para que le repare otro automóvil, pero llega con una atractiva joven, Alice Wakefield (papel también interpretado por Arquette), a quien Pete no puede evitar admirar. El joven se sorprende cuando por la noche, finalizado su turno, la muchacha regresa a buscarlo para invitarlo a cenar. Muy pronto Pete y Alice se embarcan en un affaire y se citan todas las noches en distintos moteles. Pero no pasa mucho tiempo antes de que Alice comience a preocuparse por que Mr. Eddy sospeche de su relación con Pete, así que le pide a este que la ayude a robarle dinero a un amigo, Andy, y que huya con ella. Le revela que Mr. Eddy es un productor de películas porno cuyo nombre verdadero es Dick Laurent y que este la había obligado a actuar en sus filmes.
Después de recibir unas amenazas de Mr. Eddy (quien efectivamente ya sospecha del amorío), Pete finalmente se decide a apoyar a Alice en su plan. Llega a la casa de Andy, entra por una puerta que Alice ha dejado sin llave y, mientras busca a la joven, se topa con un proyector encendido que muestra una película porno en la cual actúa ella. Pete mata a Andy por accidente y se marcha con la muchacha y el dinero de este. Huyen por una carretera hacia el desierto y llegan a una cabaña (la que Fred veía en sus visiones en la cárcel). Fuera de la casa de madera, en pleno desierto, Alice y Pete hacen el amor, luego de lo cual ella le espeta a él: «Nunca me tendrás».
En ese instante Pete se transforma en Fred. Este ingresa en la cabaña y se topa con el hombre misterioso, quien lo filma con una videocámara y le explica que Alice es en realidad Renee y que, si ella dice que es Alice, está mintiendo. Fred regresa al auto y se dirige a un hotel llamado Lost Highway, donde encuentra a Mr. Eddy y Renee manteniendo relaciones sexuales. Espera a que ella salga de la habitación, irrumpe en el lugar, toma a Mr. Eddy por la fuerza, lo mete en el maletero del Mercedes de este y conduce dicho vehículo de regreso a la cabaña, donde le propina una fuerte paliza al gángster. El hombre misterioso aparece con un televisor portátil y le explica a Mr. Eddy que Fred ya sabía de su amorío con Renee. Luego le dispara a Mr. Eddy, le susurra algo al oído a Fred y desaparece.
Finalmente Fred se dirige a su propia casa, presiona el botón del intercomunicador y dice: «Dick Laurent está muerto» —el mensaje que él mismo recibió al principio de la película—. Al y Ed aparecen para arrestar a Fred, pero este, luego de verlos venir, regresa a su vehículo y se marcha. Los detectives lo persiguen. Cae entonces la noche y Fred se encuentra a sí mismo manejando por la autopista de sus visiones, huyendo de la Policía. La película termina cuando el saxofonista, mientras acelera para dejar atrás las radiopatrullas, de pronto y sin previo aviso comienza a transformarse en otra persona.

## Reparto
- Bill Pullman - Fred Madison
- Patricia Arquette - Renee Madison / Alice Wakefield
- John Roselius - Al
- Louis Eppolito - Ed
- Jenna Maetlind - Chica de la fiesta
- Michael Massee - Andy
- Robert Blake - Hombre misterioso
- Henry Rollins - Henry
- Michael Shamus Wiles - Mike
- Mink Stole - Encargada del jurado
- Leonard Termo - Juez
- Ivory Ocean - Ivory
- Jack Kehler - Johnny Mack
- David Byrd - Doctor Smordin
- Gene Ross - Clements
- Balthazar Getty - Pete Dayton
- F. William Parker - Capitán Luneau
- Guy Siner - Oficial de prisión
- Alexander Folk - Oficial de prisión
- Gary Busey - Bill Dayton
- Lucy Butler - Candace Dayton
- Carl Sundstrom - Hank
- John Solari - Lou
- Gene Alfred Garrett - Carl
- Heather Stephens - Lanie
- Giovanni Ribisi - Steve 'V'
- Scott Coffey - Teddy
- Natasha Gregson Wagner - Sheila
- Amanda Anka - Chica
- Jennifer Syme - Drogadicta
- Richard Pryor - Arnie
- Robert Loggia - Sr. Eddy / Dick Laurent
- Matt Sigloch - Asistente
- Gilbert B. Combs - Asistente
- Greg Travis - Conductor
- Jack Nance - Phil
- Lisa Boyle - Marian
- Leslie Bega - Raquel
- Marilyn Manson - Estrella pornográfica
- Jeordie White - Estrella pornográfica

## Origen del proyecto
El proyecto de Carretera perdida comenzó con la expresión «Lost highway» (‘autopista perdida’), que David Lynch leyó en boca de uno de los personajes del libro de Barry Gifford Night People: "We're just a couple of Apaches riding wild on the lost highway". A partir de esa sugerente frase y de algunos otros pensamientos propios, Lynch planeó escribir algo con dicho autor, quien le había acompañado en otros proyectos como Corazón salvaje o los dos capítulos de la trilogía de episodios Hotel Room que Lynch dirigió para la televisión.
Lynch incluyó en el guion una anécdota que le sucedió realmente: alguien llamó al teléfono de su casa y dijo: «Dave, Dick Laurant está muerto», y aunque Lynch, que nunca llegó a saber ni quién le habló ni quién era Laurant, ha aclarado que uno de sus vecinos era un actor llamado David Landers y que, por tanto, todo puede haber sido una simple confusión. Siempre ha tratado de mantener un grado de misterio sobre esos hechos. De este modo fue, como él dice, utilizando una idea inicial para atrapar más ideas y construir un film que, como suele suceder en su caso (y en el de pocos más), no parte de una trama convencional, sino de impresiones y sensaciones (una frase y una canción) de las que el director se enamora y deja que le hablen para saber qué camino seguir a partir de entonces, y a las que tampoco duda en dejar fuera en la sala de montaje si entorpecen su camino o, simplemente, no funcionan como deberían. La película cuenta con una extraordinaria fotografía a cargo de Peter Deming en la que predominan los tonos rojizos y amarillentos.
El cine negro es uno de los referentes indudables de Carretera perdida. Numerosos films de dicho género son homenajeados en la película, como es el caso de Detour o Kiss Me Deadly.

## Música
Uno de los aspectos más destacables de este film y de toda la obra de Lynch es el empleo de la música. Para Carretera perdida Lynch contó, además de con su habitual compositor, Angelo Badalamenti, con Trent Reznor, o lo que es lo mismo, con Nine Inch Nails, con objeto de crear los ruidos ambientales que coronan la banda sonora, y en cuyo diseño Lynch estuvo muy implicado. La inclusión de Rammstein también tiene su miga, Rammstein envió a David Lynch el disco Herzeleid para que él les dirigiera el videoclip de la canción «Rammstein», pero David dijo que no tenía tiempo. No obstante, tiempo más tarde, les preguntó si podía usar su canción en la película y estos respondieron que si.
La banda sonora también incluye canciones como
Eye (de los Smashing Pumpkins);
Insensatez (de Tom Jobim);
Song for the Siren (de This Mortal Coil), que Lynch llevaba años queriendo utilizar; y
This Magic Moment (en la versión de Doc Pomus, a cargo de Lou Reed), que Gifford le descubrió al director.
Y, por supuesto, está Marilyn Manson, un personaje estrambótico cuya colaboración con Lynch no se limita a lo musical (varias canciones para la banda sonora), ya que también aparece como actor en una de las grabaciones finales de la película junto a uno de los de su banda, Twiggy Ramírez. Incluso Manson ya tenía avanzada una colaboración con Lynch para la serie Mulholland Drive que al final quedó en nada al suspenderse un proyecto que, como es sabido, se convirtió finalmente en una película.

### Lista de temas
1. "I'm Deranged" (Edit) – David Bowie – 2:37
2. "Videodrones; Questions" – Trent Reznor – 0:44
3. "The Perfect Drug" – Nine Inch Nails – 5:15
4. "Red Bats with Teeth" – Angelo Badalamenti – 2:57
5. "Haunting & Heartbreaking" – Angelo Badalamenti – 2:09
6. "Eye" – Smashing Pumpkins – 4:51
7. "Dub Driving" – Angelo Badalamenti – 3:43
8. "Mr. Eddy's Theme 1" – Barry Adamson – 3:31
9. "This Magic Moment" – Lou Reed – 3:23
10. "Mr. Eddy's Theme 2" – Barry Adamson – 2:13
11. "Fred and Renee Make Love" – Angelo Badalamenti – 2:04
12. "Apple of Sodom" – Marilyn Manson – 4:26
13. "Insensatez" – Antonio Carlos Jobim – 2:53
14. "Something Wicked This Way Comes" (Edit) – Barry Adamson – 2:54
15. "I Put a Spell on You" – Marilyn Manson – 3:30
16. "Fats Revisited" – Angelo Badalamenti – 2:31
17. "Fred's World" – Angelo Badalamenti – 3:01
18. "Rammstein" (Edit) – Rammstein – 3:26
19. "Hollywood Sunset" – Barry Adamson – 2:01
20. "Heirate Mich" (Edit) – Rammstein – 3:02
21. "Police" – Angelo Badalamenti – 1:40
22. "Driver Down" – Trent Reznor – 5:18
23. "I'm Deranged" (Reprise) – David Bowie – 3:48